# Gaetano Filangieri
Pour les articles homonymes, voir Famille Filangieri.
Gaetano Filangieri (né en 1753 à San Sebastiano al Vesuvio, dans la province de Naples en Campanie - mort en 1788 à Vico Equense) était un juriste et un philosophe italien du XVIIIe siècle, issu d'une famille noble et ancienne : la famille Filangieri.

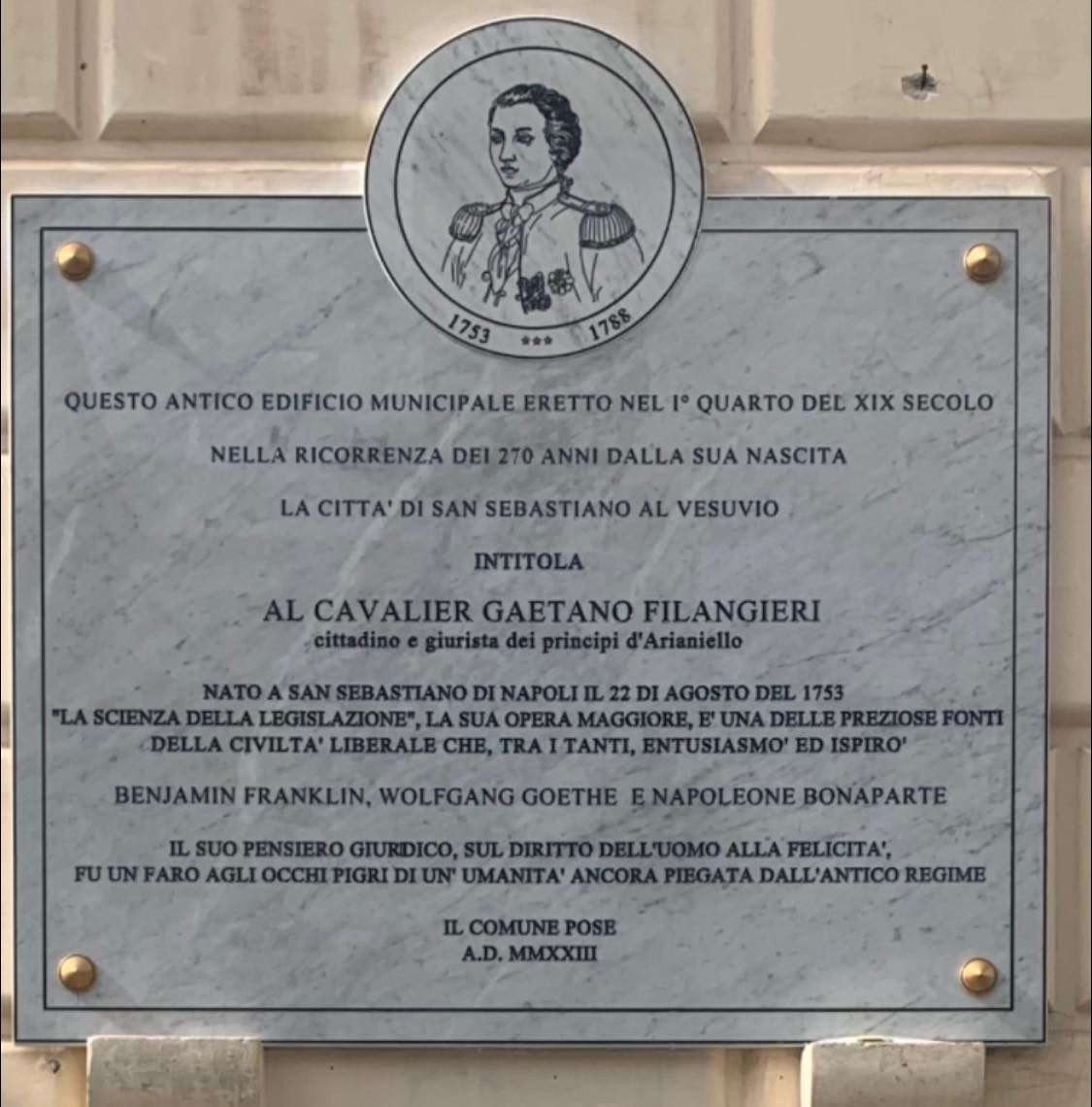
Épitaphe commémorant la naissance de Gaetano Filangieri à San Sebastiano al Vesuvio près de Naples

## Biographie
Gaetano Filangieri fut d'abord destiné à l'état militaire, mais il préféra l'étude du droit et se distingua de bonne heure au barreau. Il occupa à partir de 1777 plusieurs emplois à la cour et fut appelé en 1787 au conseil suprême des finances. Une application trop assidue et des malheurs domestiques abrégèrent sa vie, et il mourut à l'âge de 36 ans, en 1788.
Filangieri s'est fait un nom européen par l'ouvrage intitulé: Science de la législation, où il traite des règles générales de la législation et des moyens de perfectionner les lois existantes, 1780-1788, 7 vol. in-8.
L'ouvrage est malheureusement resté inachevé; dans ce qui en a paru, l'auteur expose les règles générales de la législation du droit pénal, puis il les applique à la politique, à l'économie sociale, à l'éducation, à l'instruction publique, à la religion.
Ce livre a été mis à l'Index librorum prohibitorum à Rome.
Il a été traduit par Jean-Antoine Gallois, 1786-1791, 7 vol. in-8, et annoté par Benjamin Constant, 1821, 6 volumes in-8.
Son fils est Carlo Filangieri, militaire italien.

### Sources
- Marie-Nicolas Bouillet  et Alexis Chassang (dir.), « Gaetano Filangieri » dans Dictionnaire universel d’histoire et de géographie, 1878 (lire sur Wikisource)